# Свято-Успенський храм (Голубівка)
Свято-Успенський храм — храм Дніпропетровської єпархії УПЦ (МП), що розташований у селі Голубівка Самарівського району Дніпропетровської області.
При храмі діє бібліотека, в якій налічується 300 книг.

## Історія
15 листопада 1791 року Павлоградський протоієрей Олексій Хандалеїв соборно освятив місце під церкву й поклав закладку. Свято-Успенський храм села Голубівка було освячено 21 грудня 1793 року преосвященним Гаврилою. Поруч з храмом було побудовано трапезний будинок з постоялим двором.
У 1918 році храм було розібрано, але залишилася каплиця, в якій віруючі чинили молитви. За часів хрущовського гоніння на церкву каплицю закрили й розібрали.
Недалеко від зруйнованої церкви парафіяни купили хату, яку перебудували на молитовний будинок. Богослужіння у Голубівці ніколи не припинялися.
В кінці ХХ століття почалося будівництво дзвіниці. 17 вересня 2002 року митрополит Дніпропетровський і Павлоградський Іриней відслужив в храмі Божественну літургію й освятив дзвони. 18 листопада 2006 року освячено новий вівтар.